# Dialekt sulkowski

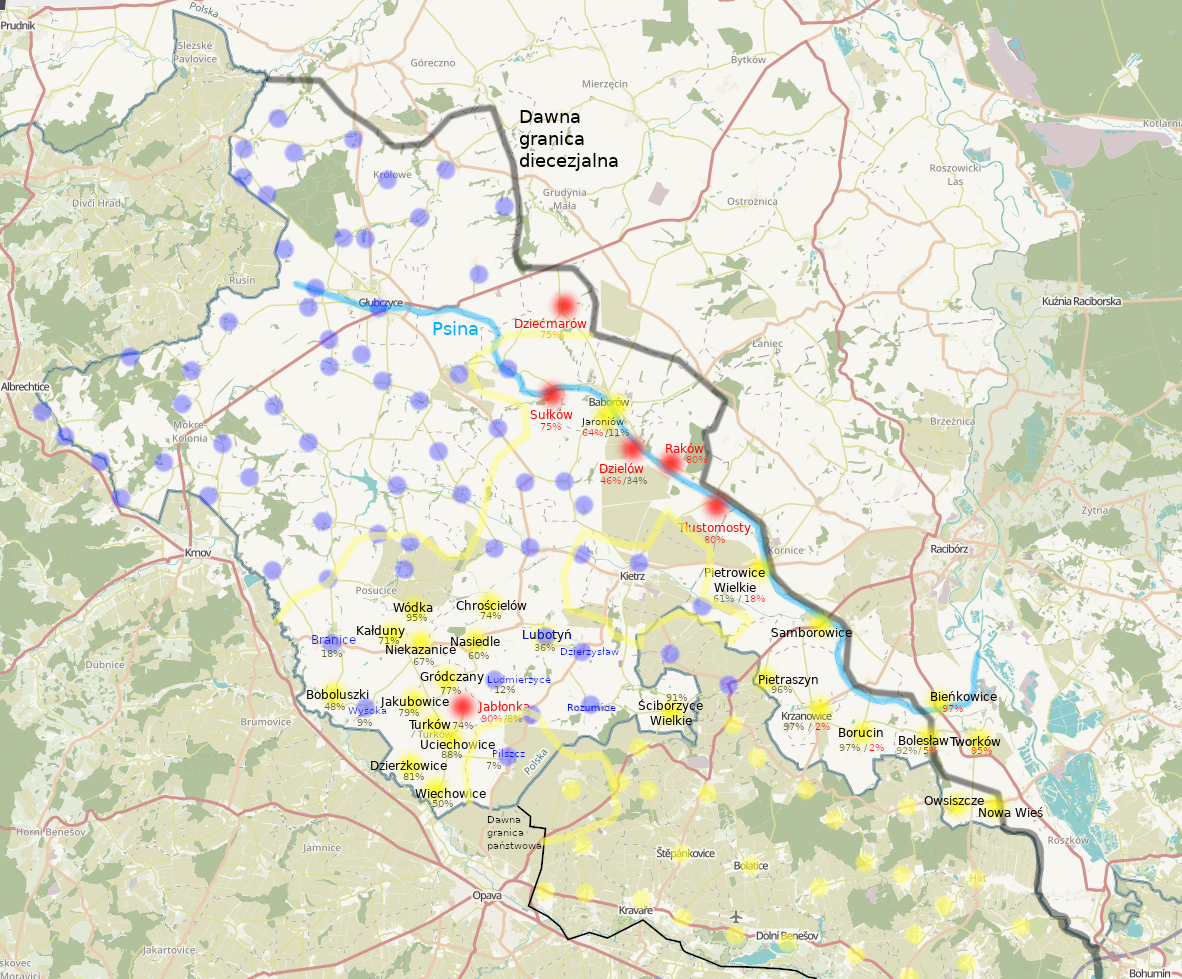
Polskojęzyczne wsie wokół Baborowa na początku XX wieku (kolor czerwony)

Dialekt sulkowski (także dialekt sułkowski, etnolekt śląski: sulkowski djalekt) – jeden z dialektów śląskich, wyodrębniony przez Feliksa Steuera w swojej pracy Dialekt sulkowski (1934). Należy do dialektów pogranicza śląsko-laskiego, a swą nazwę bierze od rodzinnej miejscowości Steuera – Sułkowa. W przeszłości utożsamiany z gwarami prudnickimi. W dialekcie tym Feliks Steuer stworzył takie dzieła, jak Ostatni gwojźdźaurz i Z naszej źymjy ślunskej. Dlaczego, znając doskonale język polski, te dzieła stworzył w gwarze wyjaśnia we wstępie do Dialektu Sulkowskiego następująco:

Do r. 1905 prawie cała ludność Sulkowa (obecnie Sułków) mówiła wyłącznie po polsku.[... ] Od r. 1905 zaczyna się wzmożona germanizacja; wkorzeniła ją szkoła, która wywiera coraz silniejszy wpływ. [...] Wskutek tego młodzież szkolna i pozaszkolna używa obecnie dosyć ogólnie języka niemieckiego. Widać, że germanizacja prze silnie naprzód. Zachodzi zatem obawa, że najpóźniej po dwu pokoleniach język polski w Sulkowie zaniknie ostatecznie.

 Do zapisu używał specjalnego alfabetu powstałego we współpracy z Kazimierzem Nitschem zajmującego się dialektami śląskimi znacznie wcześniej.

## Cechy charakterystyczne
Dialekt sulkowski charakteryzuje się:
- przejściem dawnego a pochylonego w dyftong au, wymawiany [ɑw];
- zachowaniem twardego k i g w połączeniu ky i gy np. okynka (okienka), pługy (pługi);
- antycypacją miękkości (np. kujźńa);
- przejściem wygłosowej samogłoski nosowej w am, np. cebulam (cebulę)
- brakiem prelabializacji nagłosowego o, np. okno (por. centralnośląskie uokno).

## Przykład tekstu
Gwojźdźaurz mau wjelkům familijam. Ćynżko mu je wszyckich ućůngnuć. Ale robi dźyń i noc, ażby dźeći mjały co jejść, co se oblyc i czim zostać. We wszyckim půmaugau mu baba. To je dobrau baba. Kaj chłop być ńy może, tam je ůna. W leće stauwau rano o jednej a leći na trauwam. Tam daleko za huczńicam. Jak przychodźi du dům, warzi na blasze. Dauwau świńům, gańśům, kurům a odbywau krowy. Po śńaudańu idźe na poly. Krůtko przed połejdńym zajś je důma. Mujśi warzyć objaud a gotować lau bydła.